# 中西英敏
中西 英敏（なかにし ひでとし、1958年6月3日 - ）は、日本の柔道家（講道館8段）。
現役時代は軽量級（71kg級）の選手として1983年の世界選手権大会で金メダルを獲得したほか、全日本選抜体重別選手権大会で2度の優勝、講道館杯で1度の優勝を飾るなど、階級の第一線で活躍した。身長168cm。現在は東海大学にて体育学部教授と柔道部部長を務める。
妻の中西美智子（旧姓：西條）も柔道家で、1981年と1985年の全日本女子体重別選手権大会の中量級（56kg級）で優勝している。

## 経歴

### 福岡時代
福岡県糟屋郡宇美町出身。父親の清蔵を含め村相撲で代々大関を張った家系に生まれ、幼い頃は父親や兄と毎日のように相撲を取って遊んでいた。町立宇美小学校4年生の時に地元の若楠会道場へ入門したのが縁で柔道の道に進み、町立宇美中学校に進むと柔道部に入部して本格的に稽古に打ち込んだ。その指導は質・量ともに高校生と比べても遜色無い程の完全なスパルタ教育で、中学生では禁止技の締技や関節技も当たり前のように練習メニューに組み込まれていたという。中西曰く「いつ辞めようかと捨て身で稽古に打ち込んでいる内に、上級生になっていた」との事。
高校への進学に際しては地元の県立高校の柔道部顧問に誘われ、中西自身もその教員の事を尊敬していたため迷う事無く同校を受験するが、結果はまさかの不合格に。不合格の報を聞き実家に謝罪に来たその顧問から東海大付属五高を勧められた中西は、父親の後押しもあって同校に進学する事を決意。1974年の事であった。

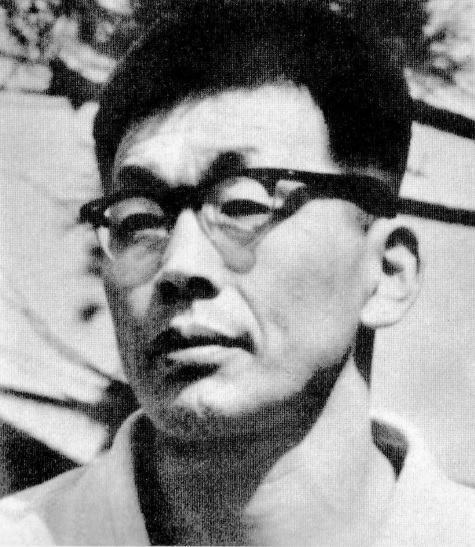
東海大付属五高時代に師事した松本安市

高校は実家から通えない距離では無かったものの柔道に専念するために親元を離れて入寮する事にした中西にとって、指導者である元全日本王者の松本安市との出会いは印象的なものとなった。入寮してきた中西を見るなり「お前、体が小さいなぁ」とぼやいた松本は、「小さかったら、練習の時には人の2倍も3倍も技を掛けないといかん。とにかく技を掛けて掛けまくるような練習を続けてたら絶対に強くなれる。そうなったら世界も夢じゃない」と続けた。その時はピンとこなかった中西だったが、松本の“世界”とう言葉が心の隅に引っ掛かり、高校生活を柔道に明け暮れるきっかけとなったという。
中学時代に厳しい練習を耐え忍んだ中西には東海大付属五高での猛練習が辛いと感じる事は無く、自分は柔道で拾って貰ったという使命感とも相俟って、周囲に素行が悪く怒られる者もいる中でも中西は授業中に寝る事などせず勉強にも励み、文武両道の高校生活は充実したものであった。
必死の力・必死の心で柔道の稽古に明け暮れていたある日、本来右組であった中西が肘の怪我で十八番の背負投を出せず、何か他の得意技を体得しようと左組からの変則技を仕掛けると、これが綺麗に決まって相手を見事に投げつけた。たまたま出た名前も知らない技を自分のものにしようと練習後に打込に取り組む中西に、松本は「洒落た技をやるじゃないか」「袖釣込腰というんだ。岡野功もやっていたぞ」とアドバイスを送った。
その後は柔道部の中で一番体重が重い部員に相手をして貰って全体練習後の打込練習に励み、その積み重ねで後々まで中西の必殺技となる程までに昇華していった。また、軸となる技を覚えた事で、左右の一本背負投など他の技のバリエーションも広げる事ができたという。

### 東海大学で躍進
1977年4月に東海大学に進学すると、柔道部監督の佐藤宣践から「まずは目標を持て」と教えられ、中西は(1)71kg級で日本一、(2)大学の団体戦レギュラー獲得、(3)体重無差別で行われる全日本選手権大会への出場、(4)世界選手権大会や夏季五輪で優勝、という4つの目標を自身に課した。当時の東海大学には1学年先輩で全日本王者かとなったばかりの山下泰裕や、中西と入れ替わりで卒業した71kg級の第一人者の香月清人、中西より1つ下の階級の65kg級で世界を目指す柏崎克彦といったOB連中、また世界各国のナショナルチームが出稽古にやって来るなど、練習環境には恵まれていた。
「力必達」の佐藤の言葉を念頭に一切の妥協を許さず稽古に打ち込んだ中西は、乱取稽古では好んで重量級の相手にぶつかり、小手先の技ではなく体全体を目一杯に使った文字通り“体当たり”の柔道を心掛けた。他の部員達からはその腕力やスタミナから“鉄人”と恐れられ、気が付けば団体戦のメンバーにも抜擢されていた。
持ち前の粘り強さや勤勉さついて「こればっかりは、厳格で曲がった事が大嫌いだった父親に感謝するしかない」と中西。「練習で、監督がいる時といない時とでは雰囲気が全然違う。自分も先生に見て貰いたいという気持ちはあったが、先生が見ていない時ほど頑張らなければ意味が無いと戒めて練習していた」「自分は天才肌ではないから、少しでも怠けたら直ぐに落ちてしまうのではないかという危機感を常に持っていた」と述懐する。
大学3年次にはソ連国際大会の71kg級日本代表に選抜され初めての国際大会に出場。期待よりも不安の方が大きい中での試合だったが難無く勝ち上がり、決勝戦では前年の世界選手権大会の銅メダリストであるソ連のタマズ・ナムガラウリと相対した。試合中の一瞬のスキを突かれる形で豪快な帯取返に敗れはしたものの、当時日本人選手がなかなかソ連国際大会で勝てない中にあって、初出場・準優勝を遂げた事で中西は世界と戦う感触を掴んだという。
それでも大学在学中4年間に(2)の目標しか叶えられなかった中西は、一層柔道に精進すべく1981年に東海大学大学院に進学すると、1年先輩の山下泰裕と一緒の家に住んでトレーニングを積んだ。1982年には4月にはライバルの中右次泰4段と共に71kg級ながら全日本選手権大会に出場し、かねてからの念願を果たすと同時に初戦突破の意地を見せた。同年9月の全日本選抜体重別選手権大会で西田孝宏に競り勝って優勝を飾りついに階級別の全日本王者となると、翌年3月には講道館杯で準優勝、7月の全日本選抜体重別選手権大会では連覇を果たして同階級の第一人者に昇り詰め、10月にモスクワで開催の世界選手権大会の日本代表に選ばれた。
大会では、3年前のソ連国際大会決勝戦でタマズ・ナムガラウリに敗れた時の写真がポスターに使われていたのを見て、余計に闘志が湧いてきたという。3回戦ではそのナムガラウリと対戦し、相手の得意技を封じて小内刈で技ありを奪い雪辱を果たすと、決勝戦では1980年のモスクワ五輪で優勝したイタリアのエツィオ・ガンバを崩上四方固で破って優勝を果たし、遂に世界王者となった。大学入学時に4つの目標を立ててから、実に6年での目標完全達成であった。

### 引退、そして指導者に
1984年8月のロサンゼルス五輪では初戦で韓国の安柄根と対戦した際に、肋軟骨を負傷したのが影響してか注意を取られるなどして敗れ5位に終わった。また、1984年5月と1985年7月の全日本選抜体重別選手権大会はいずれも3位だったほか、特に1985年4月の講道館杯では当時世田谷学園高校3年になったばかりの古賀稔彦に敗れてこちらも大会を3位で終えるなど、世代交代を印象付ける形となった。
この間、東海大学大学院から和歌山県教育委員会を経て、1985年に東海大学の姉妹校である国際武道大学の柔道部ヘッドコーチに就任すると、これを1990年3月まで務めて多くの後進の指導に当たった。同年4月に柔道部の副監督として東海大学に戻り、1993年12月からは1年間のイギリス留学も経験している。
1996年には柔道部監督を任ぜられたが、この頃から東海大学の暗黒時代を迎え、1997年から2001年までは全日本学生優勝大会のベスト4にすら残れなかった。持ち前の真面目な性格ゆえ、中西は「勝てない時には全ての責任を感じていた」と述懐する。進退について真剣に悩む中西を思い留めさせ、また支えたたのは、妻・美智子からの叱咤激励と、長男の努の「大きくなったら、パパの代わりに僕がその大学をやっつけてやる」という言葉だったという。
2004年に東海大学の柔道部監督を再度引き受けると、同年の全日本学生優勝大会には大鋸新や今井敏博、増渕樹といった選手を主力に据えて出場。高井洋平を擁す国士舘大学との決勝戦では、三将の村上和幸が裏投を決めて東海大学は実に8年降りの日本一に輝き、この瞬間に部長の山下泰裕とがっちり握手を交わす中西の写真が多くの新聞や雑誌に掲載された。
以後は東海大学の黄金時代を築き上げ、特に2008年から2014年まで他を寄せ付けず前人未到の7連覇を果たしている。現役時代に培った事を現役選手達に還元すべく永らく指導者生活を続ける中西は、「自分が五輪で負けた時には挫折感があったが、やり残した事を中村兼三や井上康生がやってくれた」「彼らが五輪や世界選手権大会を獲ってきてくれて、自分の失敗経験も生きたかな、と思えるようになってきた」と、自身の指導者人生を謙虚に振り返る。
現在は、東海大学体育学部武道学科教授兼柔道部部長を務め多くの後進の指導に汗を流す傍ら、競技者としては全日本柔道形競技大会では神奈川県警察の松本勇治7段と共に古式の形を披露し、2018年・2019年と連覇を果たしている。

## 主な戦績
- 1978年 - 全日本新人体重別選手権大会（軽量級） 優勝
- 1979年 - 講道館杯（軽量級） 3位
- 1980年 - ソ連国際大会（軽量級） 2位
- 1981年 - 日本国際大会（軽量級） 優勝

- 講道館杯（軽量級） 2位
- 全日本選抜体重別選手権大会（軽量級） 3位
- 1982年 - フランス国際大会（軽量級） 優勝

- 全日本選抜体重別選手権大会（軽量級） 優勝
- 嘉納杯（軽量級） 優勝
- 1983年 - 環太平洋選手権大会（軽量級） 優勝

- 講道館杯（軽量級） 2位
- 全日本選抜体重別選手権大会（軽量級） 優勝
- 世界選手権大会（軽量級） 優勝
- 1984年 - 講道館杯（軽量級） 優勝

- 全日本選抜体重別選手権大会（軽量級） 3位
- ロサンゼルス五輪（軽量級） 5位
- 1985年 - 講道館杯（軽量級） 3位

- 全日本選抜体重別選手権大会（軽量級） 3位

## 書籍
- [少年柔道 基本げいこ―道場で習うけいこ・技術のすべてがわかる!]　ISBN 978-4278046984